# Canal Zoom
Canal Zoom est une chaîne de télévision locale belge. Elle couvre les communes de Gembloux, Perwez, Chastre et Walhain.
Comme l’ensemble des douze télévisions locales en Communauté française de Belgique, Canal Zoom diffuse ses programmes par câble de télédistribution (VOO analogique et numérique: chaîne no 60) et par ADSL (Belgacom TV : chaîne no 332)

## Historique

### Un vent favorable du Québec
Au début des années 1970 l’apparition de la vidéo légère va révolutionner les moyens de communications et les mettre à la portée de tous. Au Québec, les mouvements associatifs ont très vite été séduits par ces outils, et profitant, des réseaux câblés de télédistribution ont imaginé et mis sur pied les télévisions communautaires, des télévisions de proximité faites par les communautés locales et pour elles.
À  Gembloux, des groupements des jeunes Travailleurs découvrent ces expériences et décide de suivre la même voie. 
L’asbl Télévision Communautaire Gembloutoise (TVCg) est créé en 1973.
Très rapidement de nombreux bénévoles se mobilisent pour produire des émissions de télévision avec des programmes d’information, d’animation et d’éducation permanente. Ils seront d’abord diffusés en circuit fermé dans les salles de fêtes puis à partir du 22 mai 1976 sur le câble de télédistribution. 
C’est ce jour-là, qu’à Gembloux commencera l’expérience des télévisions communautaires…

### Le temps des pionniers (1976-1982)
Les premières émissions de la TVCG seront mensuelles, entièrement prises en charge par des bénévoles et diffusées à partir du studio d’Ernage sur le canal 2 de RTL, le samedi à 13h, quand la chaîne privée n’émet pas.  Les émissions sont diffusées en noir et blanc et se font parfois en direct depuis le studio. Elles sont soumises à autorisation préalable des 4 partenaires de la convention expérimentale, le télédistributeur Brutélé, la Ville de Gembloux, la Communauté Française et l’asbl TVCG.
En 1978, la télévision engage un permanent, puis dans le cadre des plans de résorption du chômage peut engager quelques travailleurs permanents. Les émissions sont alors diffusées tous les 15 jours. Très vite cependant le besoin d’une meilleure qualité et d’une meilleure maîtrise de la mise en image se fait ressentir….

### La professionnalisation (1982-1987)
- En 1980, c’est enfin le passage à la couleur et mais aussi l’arrivée de professionnels dans l’institution.

Les émissions deviennent hebdomadaires, le premier télétexte est lancé et l’ensemble du territoire de Gembloux est enfin couvert. Pour la première fois aussi la télévision couvre la campagne électorale communale. 
- En 1984, la télévision obtient son canal réservé. La TVCG devient  CANAL ZOOM. Les programmes sont alors diffusés le samedi à 13h et rediffusés le mardi à 16h15. Le télétexte occupe l’antenne 24/24h. La grille des programmes comprend : les infos locales, l’agenda culturel, un magazine et de nombreuses émissions spéciales.
- En 1985, la publicité fait son apparition sur nos antennes.

Canal zoom, comme vont le révéler les sondages, enregistre déjà à cette époque l’un des meilleurs taux d’audience parmi les télévisions locales.
- L’expérience des télévisions communautaires a séduit la communauté française. En 1985, un décret va mettre fin aux expériences et les institutionnaliser. Il prévoit un cadre et des moyens de fonctionnement pour les TVC’s, mais il faudra attendre début 1987 et un long fonctionnement au ralenti pour que les nouvelles structures se mettent en place.

### Au rythme de sa région… (1987-…)
En 1987, une nouvelle équipe est constituée avec un cadre de dix personnes, un directeur, une secrétaire, 4 journalistes et 4 techniciens.
En 1988, après les élections communales Canal Zoom s’étend sur Chastre et Walhain (moins Nil-Saint-Vincent). En 1992, Perwez  se rattache également à Canal Zoom.
À cheval sur les Provinces de Namur et du Brabant Wallon, Canal Zoom signe des conventions d’échanges de programmes avec Canal C (Namur) et TV Com (Brabant Wallon) notamment en matière sportive et d’informations régionales.
En 1989, Canal Zoom quitte ses locaux d’Ernage rongés par la mérule pour prendre ses quartiers à Sauvenière.
La télévision s’impose de plus en plus dans sa région. Régulièrement les enquêtes d’audience confirment l’attachement du public local à sa télévision. Quatre téléspectateurs sur  dix sont des « accros »de Canal Zoom… 
Les moyens financiers sont renforcés par la publicité, la grille des programmes s’étoffe, l’information prend une place de plus en plus importante, tout en conservant des espaces communautaires et conviviaux.

### Canal Zoom passe au quotidien en 1996
Aujourd’hui, Canal Zoom occupe 12 personnes, a gardé une place pour des bénévoles et accueille en formation chaque année plusieurs stagiaires d’écoles de communication.
D’un point de vue technique, Canal Zoom a toujours été à la pointe en matière de nouvelles technologies. Elle fut une des premières chaînes locales à miser son développement sur le tout numérique et à explorer les potentialités de l’internet…
Depuis 2001, grâce à la mise en service d’un serveur numérique, les programmes sont diffusés en boucle 24/24h sur le réseau et sur le site web.

### De nouveaux studios pour Canal Zoom à Gembloux
Restait a résoudre le problème des locaux. 
C’est avec l’acquisition de la ferme abbatiale par la Faculté des Sciences Agronomiques de Gembloux que le projet d’installation de Canal Zoom sur ce site prestigieux prendra forme en 1998.
La Faculté a choisi de faire de ce lieu l’interface entre l’université, la ville et la société civile. La Ferme aujourd’hui entièrement rénovée accueille le grand auditoire de la Faculté, l’Espace Senghor (dévolu également aux colloques, expositions et manifestations culturelles), l’Espace Athena (lieu de rencontre et d’exposition pour les Jeunesses Scientifiques et les professeurs de sciences du secondaire), le Centre de Calcul de la Faculté ainsi que son service d’accueil et de relations publiques. La ville de Gembloux a aussi passé convention (bail emphytéotique) pour y installer l’Office du tourisme, la Maison du Tourisme ainsi que la Télévision locale.
Le chantier démarre au printemps 2004. Il est financé par la Région Wallonne, la Communauté Française, la Ville de Gembloux et la Province.
En janvier 2007, Canal Zoom s’installe dans l’aile ouest de la ferme abbatiale, au passage des déportés juste à côté du porche d’entrée de la Faculté.
La nouvelle infrastructure s’intègre harmonieusement au site classé tout en offrant un  espace de travail rationnel et performant sur 2 niveaux. Le rez-de-chaussée est dévolu à la technique, on y retrouve, le plateau, la régie et les différents locaux techniques. L’étage sous toiture abrite les locaux administratifs, la rédaction, une salle de réunion et 3 salles de montage.
En rejoignant le centre ville, Canal Zoom redevient plus accessible à tous, plus en phase avec la vie locale.
En s’intégrant dans la Faculté, Canal Zoom développe davantage de synergies avec son partenaire universitaire et ceux de l’Agrobiopôle Wallon.